# 宮本大輔 (トレーナー)
宮本 大輔（みやもと だいすけ、1980年4月3日 - ）は、日本のアスレティックトレーナー。埼玉県所沢市出身。
日本スポーツ協会公認アスレティックトレーナー。
各種競技の日本代表チーム帯同アスレティックトレーナーやVプレミアリーグであるFC東京VBのストレングスコーチを歴任。
現在は子ども世代に関わる指導者や保護者向けに、スポーツ科学と非認知能力教育を広める活動をしている。

## 来歴
早稲田大学大学院スポーツ科学研究科スポーツ科学修士課程を修了し修士号取得。
学生時代は水泳とバスケットボールに取り組んでいた。当時、競技力を向上のアドバイスを求める専門家が周りにいなかったり、トレーニングの知識を習得する機会が無かったことに疑問を感じ、自身がアスレティックトレーナー（AT）になることを決意し、日本スポーツ協会公認の資格を取得。
トップアスリートの競技力向上支援を目的として、Jリーグチームのサガン鳥栖やFC東京VBにて活動。サッカー日本代表のユースチームやフットサル日本代表チームにも帯同し、国際試合でのスポーツ科学支援に携わる。
また、日本の部活動問題や勝利至上主義への偏りに警鐘を鳴らす活動にも取り組んでおり、内田良や溝口紀子とともに青少年スポーツ安全推進協議会の発起人も務めている。
現在は日本最大級の子ども向けスポーツスクールを運営するリーフラス株式会社にて常務執行役員を務める。同社の研究開発責任者として、子ども世代に関わる指導者や保護者向けに、スポーツ科学と非認知能力（生きる力）教育を広める活動をしている。